# 丹·施奈德
丹·施奈德（英語：Daniel James Schneider；1966年1月14日—）是美国電視製片人、編劇和演員。1994年至2019年，他在尼克儿童频道創作並製作了一系列兒童節目。自2018年起，他因不当行为指控而被大量媒体报道，饱受争议。